# The Last Musketeer (film 1952)
The Last Musketeer è un film del 1952 diretto da William Witney.
È un western statunitense con Rex Allen, Mary Ellen Kay e Slim Pickens.

## Produzione
Il film, diretto da William Witney su una sceneggiatura di Arthur E. Orloff, fu prodotto da Edward J. White, come produttore associato, per la Republic Pictures e girato a Santa Clarita, nelle Alabama Hills a Lone Pine, a Lake Los Angeles e nel Vasquez Rocks Natural Area Park ad Agua Dulce, in California, dal 20 settembre 1951. Gli effetti speciali furono realizzati dalla Consolidated Film Industries. La musica è firmata da Nathan Scott.

## Distribuzione
Il film fu distribuito negli Stati Uniti dal 1º marzo 1952 al cinema dalla Republic Pictures. È stato distribuito anche in Brasile con il titolo O Último Mosqueteiro.

## Promozione
Le tagline sono:
- ALL THE FURY OF THE WEST BLAZES INTO OPEN WAR-FARE AS RANCHERS BATTLE FOR WATER RIGHTS
- SCOURAGE OF OUTLAWS! His Six-Guns Blaze The Way For Ranchers To Keep Their Water Rights!
- IN ACTION AGAIN! Rex Allen THE ARIZONA COWBOY...fast-ridin'...hard hittin'...straight shootin' cactus country cowboy with a hankerin' for adventure and a smile for a sweet senorita!